# بيجين (الصين)
بيجين (بالصينية: 北镇市) هي مدينة على مستوى مقاطعة، في الصين، تقع في جينتشو، وجينتشو، بلغ عدد سكانها 514,898 نسمة وذلك حسب إحصائيات سنة 2010، تبلغ مساحتها 1,782 كيلومتر مربع، رمزها البريدي هو 121300.

## التقسيمات الإدارية
- Guanyinge Subdistrict, Beizhen [الإنجليزية]‏
- Goubangzi [الإنجليزية]‏.